# Teenage Monster
Teenage Monster este un film SF western american din 1958 regizat de Jacques R. Marquette. În rolurile principale joacă actorii Anne Gwynne, Stuart Wade. A avut premiera la 25 decembrie 1957 și a fost distribuit de Marquette Productions Limited în 1958.
Filmul combină elemente de science-fiction și western, amândouă foarte populare la sfârșitul anilor 1950. De asemenea conține cuvântul "teenage" în titlu, un trend care era comun în cinematografie, existând și alte filme ce conțineau acest cuvânt, cum ar fi I Was a Teenage Frankenstein sau I Was a Teenage Werewolf. Alte denumiri ale filmului sunt Meteor Monster și Monster on the Hill.

## Prezentare
Într-un mic oraș din Vest, un băiat este radiat de un meteorit. Ca urmare, el crește și se transformă într-un psihopat adolescent, criminal păros. Mama lui se ascunde în subsol.

## Actori
- Anne Gwynne este Ruth Cannon
- Stuart Wade este Sheriff Bob Lehman
- Gloria Castillo este Kathy North
- Chuck Courtney este Marv Howell (ca Charles Courtney)
- Gil Perkins este Charles Cannon (ca Gilbert Perkins)
- Norman Leavitt este Deputy Ed
- Gabe Mooradian este Fred Fox
- Stephen Parker este Charles Cannon as a Boy
- Jim McCullough Sr. este Jim Cannon (ca Jim McCullough)
- Frank Davis este Man on Street
- Arthur Berkeley este Man with Burro